# World Games/Billard
Die World Games sind alle vier Jahre ein wichtiges Ereignis für die nichtolympische Sportart Billard. Die Spiele werden von der International World Games Association – IWGA ausgerichtet. Billard ist seit 2001 bei den World Games vertreten und zwar in den Disziplinen Snooker (Herren, 2017 Mixed), Dreiband (Herren) und 9-Ball (Herren und Damen). 2025 wird erstmals 10-Ball anstatt 9-Ball ins Programm genommen.

## 9-Ball Damen
| Jahr | Ort        | Gold           | Silber         | Bronze         |
| ---- | ---------- | -------------- | -------------- | -------------- |
| 2001 | Akita      | Jeanette Lee   | Karen Corr     | Chen Chun-chen |
| 2005 | Duisburg   | Jasmin Ouschan | Chen Chun-chen | Line Kjørsvik  |
| 2009 | Kaohsiung  | Allison Fisher | Jasmin Ouschan | Lin Yuan-chun  |
| 2013 | Cali       | Chou Chieh-yu  | Kim Ga-young   | Kelly Fisher   |
| 2017 | Breslau    | Chen Siming    | Kim Ga-young   | Yu Han         |
| 2022 | Birmingham | Kelly Fisher   | Chou Chieh-yu  | Yuki Hiraguchi |

## 9-Ball Herren
| Jahr | Ort        | Gold            | Silber              | Bronze         |
| ---- | ---------- | --------------- | ------------------- | -------------- |
| 2001 | Akita      | Yang Ching-shun | Ralf Souquet        | Thomas Engert  |
| 2005 | Duisburg   | Chang Pei-Wei   | Thorsten Hohmann    | Rodney Morris  |
| 2009 | Kaohsiung  | Ralf Souquet    | Yang Ching-shun     | Stephan Cohen  |
| 2013 | Cali       | Darren Appleton | Chang Jung-Lin      | Dennis Orcollo |
| 2017 | Breslau    | Carlo Biado     | Jayson Shaw         | Naoyuki Ōi     |
| 2022 | Birmingham | Joshua Filler   | Sanjin Pehlivanović | Aloysius Yapp  |

## Dreiband Herren
| Jahr | Ort        | Gold           | Silber            | Bronze         |
| ---- | ---------- | -------------- | ----------------- | -------------- |
| 2001 | Akita      | Daniel Sánchez | Dick Jaspers      | Sang Chun Lee  |
| 2005 | Duisburg   | Daniel Sánchez | Dick Jaspers      | Semih Saygıner |
| 2009 | Kaohsiung  | Dick Jaspers   | Torbjörn Blomdahl | Marco Zanetti  |
| 2013 | Cali       | Marco Zanetti  | Eddy Merckx       | Glenn Hofman   |
| 2017 | Breslau    | Daniel Sánchez | Marco Zanetti     | Sameh Sidhom   |
| 2022 | Birmingham | Dick Jaspers   | Jose Juan Garcia  | Eddy Merckx    |
| 2025 | Chengdu    | Cho Myung-woo  | Sameh Sidhom      | Martin Horn    |

## Dreiband Damen
| Jahr | Ort     | Gold                  | Silber          | Bronze          |
| ---- | ------- | --------------------- | --------------- | --------------- |
| 2025 | Chengdu | Therese Klompenhouwer | Ayaka Miyashita | Jackeline Peréz |

## Snooker Herren
| Jahr | Ort        | Gold           | Silber             | Bronze             |
| ---- | ---------- | -------------- | ------------------ | ------------------ |
| 2001 | Akita      | Björn Haneveer | Marlon Manalo      | Shokat Ali         |
| 2005 | Duisburg   | Gerard Greene  | Ding Junhui        | Björn Haneveer     |
| 2009 | Kaohsiung  | Nigel Bond     | David Grace        | Mohammed Shehab    |
| 2013 | Cali       | Aditya Mehta   | Liang Wenbo        | Dechawat Poomjaeng |
| 2017 | Breslau    | Kyren Wilson   | Ali Carter         | Soheil Vahedi      |
| 2022 | Birmingham | Cheung Ka Wai  | Abdelrahman Shahin | Darren Morgan      |
| 2025 | Chengdu    | Xiao Guodong   | Michael Georgiou   | Alexander Widau    |

## Medaillenspiegel
| Rang  | Nation                       | Gold | Silber | Bronze | ∑  |
| ----- | ---------------------------- | ---- | ------ | ------ | -- |
| 1     | Vereinigtes Königreich       | 6    | 4      | 2      | 12 |
| 2     | Volksrepublik China          | 5    | 2      | 3      | 10 |
| 3     | Chinesisch Taipeh            | 3    | 4      | 2      | 9  |
| 4     | Niederlande                  | 3    | 2      | 1      | 6  |
| 5     | Spanien                      | 3    | 0      | 0      | 3  |
| 6     | Deutschland                  | 2    | 2      | 4      | 9  |
| 7     | Philippinen                  | 1    | 2      | 1      | 4  |
| 8     | Südkorea                     | 1    | 2      | 0      | 3  |
| 9     | Belgien                      | 1    | 1      | 2      | 4  |
| 10    | Italien                      | 1    | 1      | 1      | 3  |
| 11    | Österreich                   | 1    | 1      | 0      | 2  |
| 12    | Vereinigte Staaten           | 1    | 0      | 2      | 3  |
| 13    | Indien                       | 1    | 0      | 0      | 1  |
| 13    | Hongkong                     | 1    | 0      | 0      | 1  |
| 13    | Ungarn                       | 1    | 0      | 0      | 1  |
| 16    | Ägypten                      | 0    | 2      | 1      | 3  |
| 17    | Japan                        | 0    | 1      | 2      | 3  |
| 17    | Thailand                     | 0    | 1      | 2      | 3  |
| 19    | Peru                         | 0    | 1      | 1      | 2  |
| 20    | Bosnien und Herzegowina      | 0    | 1      | 0      | 1  |
| 20    | Kolumbien                    | 0    | 1      | 0      | 1  |
| 20    | Schweden                     | 0    | 1      | 0      | 1  |
| 20    | Südafrika                    | 0    | 1      | 0      | 1  |
| 20    | Zypern                       | 0    | 1      | 0      | 1  |
| 25    | Frankreich                   | 0    | 0      | 1      | 1  |
| 25    | Iran                         | 0    | 0      | 1      | 1  |
| 25    | Norwegen                     | 0    | 0      | 1      | 1  |
| 25    | Pakistan                     | 0    | 0      | 1      | 1  |
| 25    | Singapur                     | 0    | 0      | 1      | 1  |
| 25    | Türkei                       | 0    | 0      | 1      | 1  |
| 25    | Vereinigte Arabische Emirate | 0    | 0      | 1      | 1  |
| Total | Total                        | 31   | 31     | 31     | 93 |